# Староборискинский сельсовет
Староборискинский сельсовет — сельское поселение в Северном районе Оренбургской области Российской Федерации.
Административный центр — село Староборискино.

## История
Статус и границы сельского поселения установлены Законом Оренбургской области от 2 сентября 2004 года № 1424/211-III-ОЗ «О наделении муниципальных образований Оренбургской области статусом муниципального района, городского округа, городского поселения, установлении и изменении границ муниципальных образований».

## Население
| 2010 | 2012 | 2013 | 2014 | 2015 | 2016 | 2017 |
| ---- | ---- | ---- | ---- | ---- | ---- | ---- |
| 861  | ↘818 | ↘774 | ↘729 | ↘714 | ↘681 | ↘650 |
| 2018 | 2019 | 2020 | 2021 |      |      |      |
| ↘638 | ↘616 | ↘593 | ↘571 |      |      |      |

## Состав сельского поселения
| № | Населённый пункт | Тип населённого пункта       | Население |
| - | ---------------- | ---------------------------- | --------- |
| 1 | Дымка            | станция                      | 120       |
| 2 | Камышлинка       | село                         | 96        |
| 3 | Наумовка         | село                         | 66        |
| 4 | Солалейка        | село                         | 52        |
| 5 | Староборискино   | село, административный центр | 494       |
| 6 | Шаталовка        | деревня                      | 33        |

## Местное самоуправление
Глава администрации муниципального образования Николай Федорович Балабуткин. Адрес администрации: 461675, Оренбургская область, Северный район, с. Староборискино, ул. Советская, д. 60